# Скитский
Ски́тский (Эраккосаари, фин. Erakkosaari — «остров отшельников») — остров в Ладожском озере, часть Валаамского архипелага. Расположен непосредственно у северо-западного берега острова Валаам и отделён от него на юго-востоке узким Среднеостровским проливом, а на юго-западе — Московским проливом.

## География
Остров Скитский высокий, холмистый и покрытый хвойным лесом. В северной части острова расположены горы Большая Скитская высотой 52 м и Каменная, видимые с расстояния до 19 миль. Берега острова преимущественно скалистые и изрезанные заливами, не имеющими навигационного значения.
Существует мост и дорога на остров Валаам.

## История
Получил своё название поскольку здесь расположен Скит Всех Святых (иначе Белый скит). Скит был устроен игуменом Назарием в 1789—1793 годах на предполагаемом месте уединенной кельи преподобного Александра Свирского.
В XVIII века здесь была построена деревянная церковь во имя преподобного Александра Свирского. В середине XIX века по инициативе игумена Дамаскина скит был перестроен знаменитым русским зодчим А. М. Горностаевым и представлял собой небольшой городок-крепость, обрамленную великолепными кедровыми, ясеневыми, пихтовыми и дубовыми аллеями. Вместо отдельных домиков появились 8 келейных корпусов, а одноглавую обветшавшую церковку заменил двухэтажный храм Всех Святых. Корпуса, ограда и башни скита были выкрашены в белый цвет, отсюда и взялось его второе название — Белый. Интерьер церкви расписан валаамскими мастерами.
Это был самый суровый по уставу скит в монастыре: здесь не ели мясной, рыбной и молочной пищи, богомольцы допускались сюда только раз в году. Населяли его около 20 человек. В строгом по уставу скиту только в 1894 году было разрешено в непостные дни вкушать молоко. Женщины могли попасть сюда лишь на престольный праздник с крестным ходом в день Всех Святых.
Белый скит повторил судьбу всего Валаамского монастыря. Часть утвари (в том числе иконы работы В. П. Пешехонова) находится сейчас в Финляндии.
На праздник Всех Святых в 1993 году наместником Валаамского монастыря игуменом Панкратием (Жердевым) в нижнем храме была совершена первая литургия за прошедшие полвека «мерзости запустения». В скиту была восстановлена иноческая жизнь в соответствии с прежним уставом.
В 2009 году рассматривался вопрос о переименовании острова в честь скончавшегося в декабре 2008 года Патриарха Алексия II.
Белый скит расположен в глубине острова Скитский и является самым большим и строгим скитом Валаама. Посетить его возможно лишь с благословения настоятеля, поэтому если вы не православный паломник, от идеи побывать там лучше отказаться.